# Rejon mohylowski (1923–2020)
Rejon mohylowski – była jednostka administracyjna w składzie obwodu winnickiego Ukrainy.
Powstał w 1925. Miał powierzchnię 930 km² i liczył około 32 tysięcy mieszkańców. Siedzibą władz rejonu była Mohylów Podolski.
W skład rejonu wchodziły: jedna miejska rada oraz 27 rad wiejskich, obejmujących 50 wsi i trzy osady.

## Miejscowości rejonu
- Bandysziwka[2] (Бандишівка)
- Bernasziwka[3] (Бернашівка)
- Borszcziwci[4] (Борщівці)
- Bronnycia[5] (Бронниця)
- Chońkiwci[6] (Хоньківці)
- Hrabariwka[7] (Грабарівка)
- Hryhoriwka[8] (Григорівка)
- Hruszka[9] (Грушка)
- Iraklijiwka[10] (Іракліївка)
- Iwoniwka[11] (Івонівка)
- Jaruha[12] (Яруга)
- Jarysziw (Яришів)
- Jastrubna[13] (Яструбна)
- Jurkiwci[14] (Юрківці)
- Karpiwka[15] (Карпівка)
- Konewa[16] (Конева)
- Kosztula (Коштуля)
- Kozliw[17] (Козлів)
- Kreminne[18] (Кремінне)
- Kryczaniwka[19] (Кричанівка)
- Krysztofiwka (Криштофівка)
- Kukawka[20] (Кукавка)
- Ladowa[21] (Лядова)
- Łomaziw[22] (Ломазів)
- Łypczany[23] (Липчани)
- Merwynci[24] (Мервинці)
- Nahoriany[25] (Нагоряни)
- Nemija[26] (Немія)
- Nowa Hryhoriwka (Нова Григорівка)
- Nowomykilśk (Новомикільськ)
- Nyżczyj Olczedajiw[27] (Нижчий Ольчедаїв)
- Ołeniwka[28] (Оленівка)
- Ozarynci[29] (Озаринці)
- Petriwka (Петрівка)
- Pidlisne (Підлісне)
- Pyłypy[30] (Пилипи)
- Sadkiwci[31] (Садківці)
- Sadky[32] (Садки)
- Sadowa[33] (Садова)
- Serebryja[34] (Серебрія)
- Serebryniec (Серебринці)
- Skazynci (Сказинці)
- Slidy (Сліди)
- Słoboda-Jarysziwśka[35] (Слобода-Яришівська)
- Słoboda-Szłyszkowećka (Слобода-Шлишковецька)
- Subotiwka[36] (Суботівка)
- Suhaky[37] (Сугаки)
- Strusowe[38] (Струсове)
- Szłyszkiwci[39] (Шлишківці)
- Tarasiwka[40] (Тарасівка)
- Tropowe (Тропове)
- Wendyczany (Вендичани)
- Wilne (Вільне)
- Wojewodczynci[41] (Воєводчинці)
- Żerebyliwka[42] (Жеребилівка)